# Эверт, Валентина Александровна
Валенти́на Алекса́ндровна Э́верт (род. 8 марта 1946, Харьков), в девичестве Борисе́вич — советская украинская легкоатлетка, специалистка по метанию копья. Выступала за сборную СССР по лёгкой атлетике в конце 1960-х — начале 1970-х годов, обладательница бронзовой медали чемпионата Европы, бронзовая призёрка Универсиады, победительница первенств всесоюзного и республиканского значения, участница летних Олимпийских игр в Мехико. Представляла Харьков и спортивное общество «Зенит». Мастер спорта СССР международного класса. Тренер по лёгкой атлетике.

## Биография
Валентина Борисевич родилась 8 марта 1946 года в Харькове, Украинская ССР.
Окончила Харьковский механико-технологический техникум по специальности «конструктор-модельер» (1965) и Харьковский научно-исследовательский институт казачества (1974).
Начала заниматься лёгкой атлетикой в 1962 году, проходила подготовку под руководством своего мужа Семёна Абрамовича Киперштейна. Выступала за добровольное спортивное общество «Зенит» (Харьков).
В 1968 году с результатом 55,36 одержала победу в метании копья на первенстве Украинской ССР в Харькове. Благодаря череде удачных выступлений удостоилась права защищать честь страны на летних Олимпийских играх в Мехико — здесь метнула копьё на 51,16 метра, расположившись в итоговом протоколе соревнований на 14-й строке.
В 1969 году выиграла бронзовую медаль на чемпионате СССР в Киеве, с результатом 56,56 завоевала бронзовую награду на чемпионате Европы в Афинах.
В 1970 году победила в матчевой встрече со сборной США в Ленинграде. Будучи студенткой, представляла Советский Союз на Всемирной Универсиаде в Турине — в программе метания копья показала результат в 50 метров ровно, став бронзовой призёркой.
В сентябре 1971 года на домашнем турнире в Харькове установила свой личный рекорд в метании копья — 58,96 метра (десятый результат мирового сезона).
В мае 1972 года на соревнованиях в Сочи метнула копьё на 58,50 метра.
За выдающиеся спортивные достижения удостоена почётного звания «Мастер спорта СССР международного класса».
После завершения спортивной карьеры занялась тренерской деятельностью в Харькове, работала в местных Специализированной детско-юношеской школе олимпийского резерва «Металлист» (1974—1979) и в Училище олимпийского резерва (1979—1992).